# 兩級傳播

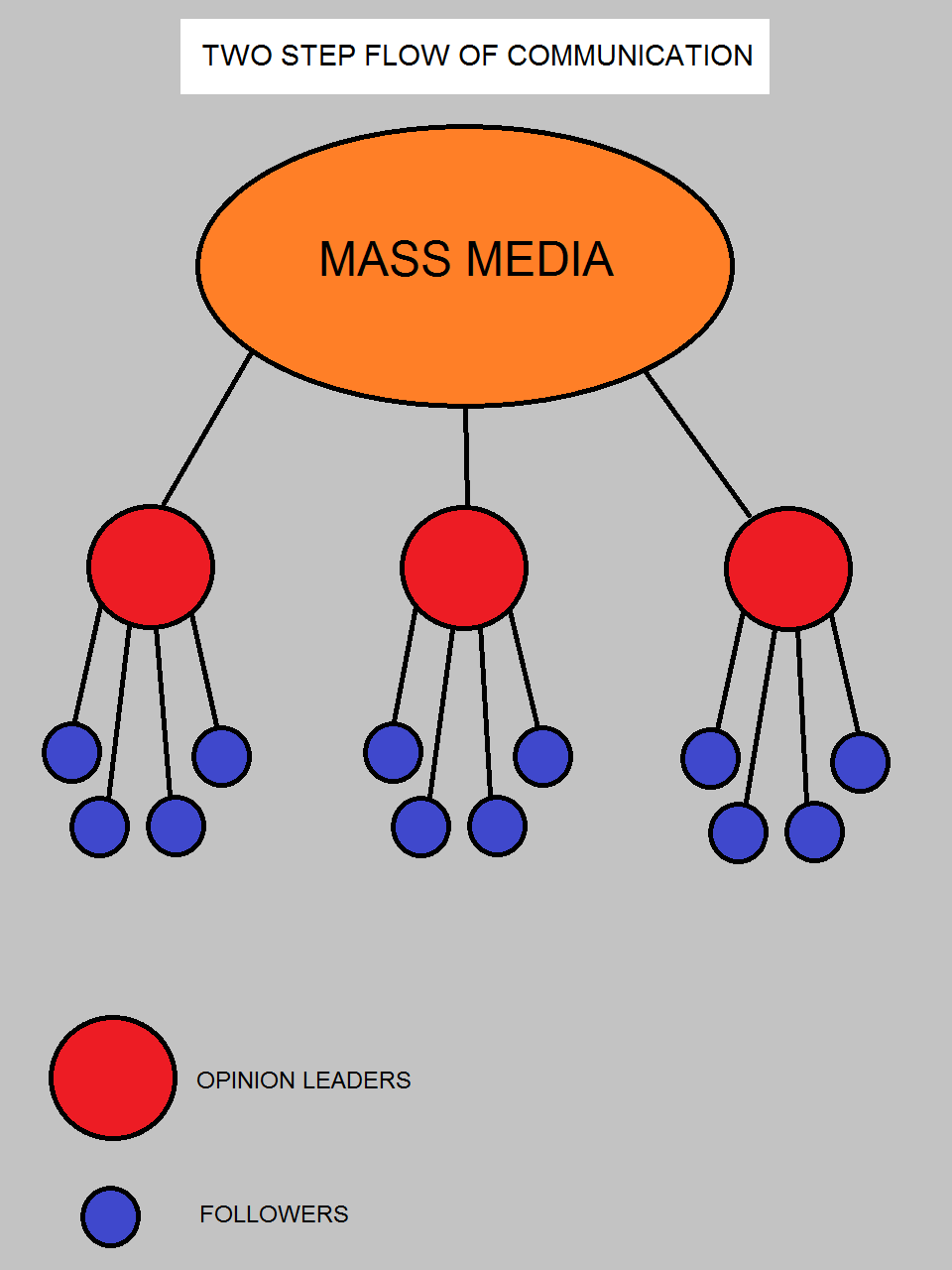
两级传播流程图

兩級傳播模型表示，大多數人在意見領袖的影響下形成自己的意見，而意見領袖又受到大眾媒體的影響。與認為人們直接受到大眾媒體影響的皮下注射模型或魔彈理論的一級傳播相反，根據兩級傳播模型，思想從大眾媒體流向意見領袖，再從他們流向更廣泛的人群。意見領袖除了傳遞實際的媒體內容外，還傳遞自己對信息的解讀。

## 基本概述
該理論基於 1940 年代關於社會影響力的研究，該研究指出媒體效應是通過意見領袖的個人影響力間接建立的。大多數人通過意見領袖的個人影響力接收大量信息，並間接受到媒體的影響。

## 概念
該模型顯示，大多數人並沒有直接受到大眾媒體的影響，而是根據意見領袖的意見形成他們的意見，意見領袖解釋媒體信息並將其置於上下文中。意見領袖是那些最初接觸特定媒體內容並根據自己的意見對其進行解讀的人。然後，他們開始通過成為“意見追隨者”的公眾滲透這些意見。 這些“意見領袖”通過更多精英媒體而不是主流大眾媒體獲得影響力。 在這個過程中，社會影響是由每個特定的“精英媒體”群體的理想和觀點，以及這些媒體群體的對立理想和觀點，結合流行的大眾媒體資源創造和調整的。因此，在這些意見中起主導作用的主要是社會說服力。

## 關於該模型
該模型假設思想從大眾媒體流向意見領袖，再從他們流向更廣泛的人群。它首先由社會學家 Paul Lazarsfeld 等人提出。 Elihu Katz 和 Lazarsfeld 隨後進行了闡述。 Melvin DeFleur 和 Sheoron Lowery 認為這本書不僅僅是一份簡單的研究報告：它致力於在概念方案、理論問題和廣泛地從針對小群體的科學研究中得出的研究結果的框架內解釋作者的研究。 與將大眾媒體效應視為直接效應的皮下注射針頭模型不同，該模型強調人的作用。
例如，在科學傳播領域，Matthew Nisbet 描述了使用意見領袖作為科學家和公眾之間的中介，作為一種通過訓練有素的個人接觸公眾的方式，這些個人與他們所屬的社群有更密切的聯繫，例如“教師、企業領導人、律師、政策制定者、社區領袖、學生和媒體專業人士”。 採用這種方法的舉措示例包括由美國國家科學院贊助的科學與工程大使，以及由國家科學教育中心（英語：National Center for Science Education）協調的科學助推器俱樂部。
根據 Lazarsfeld 和 Katz 的說法，大眾媒體信息是通過意見領袖傳遞給“大眾”的。接觸媒體最多、對媒體內容有更多讀寫能力的人會向其他人解釋和傳播媒體內容。
基於該假說，“個人影響力”一詞用來說明媒體的直接信息與觀眾對該信息的反應之間的干預過程。意見領袖往往與他們所影響的人相似—基於個性、興趣、人口統計或社會經濟因素。這些領導者傾向於影響他人以改變他們的態度和行為。該理論改進了預測媒體信息如何影響受眾行為的能力，並解釋了為什麼某些媒體活動不會改變受眾的態度。這一假說為大眾傳播的該理論提供了基礎。

### 當代論辯
在數字社交媒體時代，該理論引發了很多新的興趣。海量數據庫被用來向個人發送定制消息這一事實又引出了“一級傳播”的想法。 這個想法是一種皮下注射針頭/魔法子彈模型，具有大數據分析能力的大規模定製。相比之下，其他學者的實證研究發現，社交媒體平台（如Twitter）展示了兩級傳播的明確證據。 許多社交媒體用戶從名人或其他擴大意見領袖，他們再次從大眾媒體或具有特定見解的個人那裡獲得信息。社交媒體的詳細數據紀錄還表明，傳播不僅有一級和兩級模式，這導致了對基於不同網絡結構的更複雜的多級傳播模型的搜索。

## 批評
該假說最初版本表示，思想從媒體流向意見領袖，然後流向不太活躍的人群。1960 年，Deutschmann 和 Danielson 斷言，“我們強烈建議將 Katz-Lazarsfeld 兩階段流假設作為對初始信息過程的描述，謹慎應用於大眾傳播”。
Everett Rogers 的“創新擴散”引用了一項研究，其中三分之二的受訪者認為他們的意識來自大眾媒體，而不是面對面的交流。同樣，批評者認為，Lazarsfeld 的大部分發現都與涉及一般媒體習慣的學習因素有關，而不是與特定信息的學習有關。
然而，Lazarsfeld 的假設足以說明媒體對信仰和行為的影響。Troldahl 發現媒體曝光是引入討論的第一級，此時意見領袖啟動第二級流程。
根據 Hilbert 的說法，數位媒體同時促進了一級、兩級和更複雜的多級傳播模型。例如，在Twitter網絡中，普通用戶主要在他們的推文中提到中介意見領袖（兩步級）並不矛盾，而與此同時，傳統大眾媒體渠道直接接收了 80%至90% 的提及通過來自同一用戶的直接一級流程。

## 延伸知识
人际传播渠道和大众传播渠道在朴素心理学（naive psychology）层面的差异：
- 刺激的感官 人际传播渠道能够刺激到所有感官，信息更多、更全面，但不同感官间可能会相互影响；大众传播渠道因中介的接入，受刺激的感官数量较少，但有利于将注意力集中于某感官，信息有限。
- 反馈的机会  人际传播渠道中，双向交流时双方可以在短时间内交换大量信息，评估符号的效果。反馈的信息量会随着参与人数的增加和大众传播渠道中中介的接入而减少。大众传播媒介距离遥远、缺乏个性，不利于反馈。
- 速度控制 人际传播渠道中，双方可以通过反馈适时调整交流的速度；大众传播渠道中，受众无法控制信息传播的速度。传统的看法认为，由发送者控制速度，劝说更加有效；由接受者控制速度，学习更为有效。
- 讯息代码 印刷媒介易用抽象编码，视听媒介易用具象编码。
- 增殖功能 信息在大多数时间都是单向流动的。人际传播渠道较难实现信息的增殖；大众传播渠道通过其单向传播的强大功能易实现信息的增殖，如视听媒介打破了传统必须识字才能获得知识的壁垒。此外需要关注传播过程中的失真现象。
- 保存讯息的能力 人际传播渠道中，如谈话中的信息转瞬即逝；大众传播渠道中的信息更易于保存。
- 克服受传者选择能力 信息的受传者对不同情境下不同传递方式的信息，有选择性关注的倾向。人际传播渠道中，受传者的反馈对传播的影响较大；大众传播中，更多地表现了受传者选择性关注的特质。
- 满足特别需要能力 人际传播渠道用于满足特别需要时更为高效：大众传播渠道用于满足非特别需要，即公共需求时更为高效。

由于人际传播渠道和大众传播渠道之间的界限并非极其清晰，因而存在二者相辅相承的概念，即“两极传播”理论。

## 也可以看看
- 口耳相傳